# Esperanza (Arecibo)
Esperanza es un barrio ubicado en el municipio de Arecibo en el estado libre asociado de Puerto Rico. En el Censo de 2010 tenía una población de 1882 habitantes y una densidad poblacional de 72,59 personas por km². Fue fundado en el 1880, siendo segregado del Barrio Dominguito (Arecibo). Limita al norte con los barrios de Dominguito y Tanamá (Arecibo), al este con el barrio de Hato Viejo (Arecibo), al sur con el barrio Santa Rosa (Utuado) y al oeste con el barrio Aibonito (Hatillo). Fue el último barrio fundado bajo el dominio del gobierno español. Posee el Radiotelescopio de Arecibo en el área sur del territorio. Un centro de investigación científico importante para la astronomía y las ciencias atmosféricas. Es bañado por el Río Tanamá el cual posee varias cuevas  dentro de los límites de la comunidad y a su vez, es parte de los límites establecidos para dividir los municipios de Arecibo y Utuado.

## Geografía
Esperanza se encuentra ubicado en las coordenadas 18°21′51″N 66°44′54″O / 18.36417, -66.74833. Según la Oficina del Censo de los Estados Unidos, Esperanza tiene una superficie total de 25.93 km², de la cual 25.89 km² corresponden a tierra firme y (0.13%) 0.03 km² es agua.

## Demografía
Según el censo de 2010, había 1882 personas residiendo en Esperanza. La densidad de población era de 72,59 hab./km². De los 1882 habitantes, Esperanza estaba compuesto por el 87.35% blancos, el 3.67% eran afroamericanos, el 0.48% eran amerindios, el 0.05% eran asiáticos, el 3.83% eran de otras razas y el 4.62% pertenecían a dos o más razas. Del total de la población el 99.31% eran hispanos o latinos de cualquier raza.